# آق‌سنگیر (شهرستان قره‌سای)
آق‌سنگیر (به قزاقی: Raz'yezd Sem'desyat) یک منطقهٔ مسکونی در قزاقستان است که در شهرستان قره‌سای واقع شده‌است.